# Валдуджа
Валду̀джа (на италиански: Valduggia; на пиемонтски: Valdugia) е село и община в Северна Италия, провинция Верчели, регион Пиемонт. Разположено е на 392 m надморска височина. Населението на общината е 2072 души (към 2013 г.).